# Mike D. Harris
El Honorable Michael Deane Harris (nacido el 23 de enero de 1945, Toronto) fue el vigésimo segundo primer ministro de Ontario, cargo que ocupó desde 26 de junio de 1995 al 15 de abril de 2002. Es conocido por haber lanzado la (Revolución del Sentido Común) que consistía en recortes presupuestarios para programas sociales y recortes de impuestos.